# Wendisch Waren
Wendisch Waren – gmina w Niemczech, w kraju związkowym Meklemburgia-Pomorze Przednie, w powiecie Ludwigslust-Parchim, wchodząca w skład Związku Gmin Goldberg-Mildenitz.
Na terenie gminy rośnie okazałe drzewo – jarząb pospolity o obwodzie 218 cm (w 2008), jeden z największych w Niemczech.